# Atlético Ottawa
Atlético Ottawa is een Canadese voetbalclub uit Ottawa. De club is opgericht in 2020 en speelt in de Canadian Premier League. Atlético Ottawa speelt de thuiswedstrijden in het TD Place Stadium.

## Geschiedenis
Twee maanden na het verdwijnen van Ottawa Fury FC werd Atlético Ottawa boven het doopvont gehouden. De club, die in handen is van Atlético Madrid, trad in 2020 als achtste club toe tot de Canadian Premier League.
In het seizoen 2022 bereikten ze voor het eerst de finale van de CPL, al verloren ze die met 0–2 van recordkampioen Forge FC.

## Resultaten
| 2020 | CPL | 7e | 8  | Niet gekwalificeerd | –                         | Niet gekwalificeerd | – |
| 2021 | CPL | 8e | 26 | Niet gekwalificeerd | –                         | Voorronde           | – |
| 2022 | CPL | 1e | 49 | Finale              | 0–2 verloren van Forge FC | Voorronde           | – |
| 2023 | CPL | 6e | 36 | Niet gekwalificeerd | –                         | Kwartfinale         | – |

## Erelijst
Canadian Premier League
- Reguliere competitie (1x): 2022